# Wierzchlas (powiat wieluński)
Wierzchlas – wieś w Polsce położona w województwie łódzkim, w powiecie wieluńskim, w gminie Wierzchlas.
| 1041550 | Dobijacz      | część wsi                       |
| 1041567 | Doły          | część wsi (zniesiona w 2023 r.) |
| 1041573 | Murowaniec    | część wsi                       |
| 1041580 | Pod Łysą Górą | część wsi (zniesiona w 2023 r.) |
| 1041596 | Zapłocie      | część wsi (zniesiona w 2023 r.) |

Miejscowość leży przy drodze wojewódzkiej nr 486 z Wielunia do Działoszyna.
W latach 1975–1998 miejscowość należała administracyjnie do województwa sieradzkiego.
Miejscowość jest siedzibą gminy Wierzchlas.
Wieś znana od 1323 r. Należała w XI-XII w. do kasztelanii rudzkiej. Z tego okresu znaleziono tu cenny zabytek sztuki romańskiej - misę z bogatą ornamentacją używaną w czasie uroczystości kościelnych (w Muzeum w Wieluniu).
Z "Liber beneficiorum..." Jana Łaskiego (Gniezno 1880, t. II, s. 112) wynika, że ta niegdyś wieś szlachecka była gniazdem rodowym Wierzchlejskich h. Berszten. Parafia była wspomniana już w 1491 r. Kościół parafialny zapewne z XV w. z prezbiterium zbudowanym z kamienia i cegły i nawą - głównie z drewna, dobudowaną w 1760 r. przez miejscowego dziedzica Felicjana Wierzchlejskiego, łowczego dobrzyńskiego. Ten kościół w 1873 r. gruntownie odrestaurowano. Wyposażenie – głównie rokokowe. Ambona barokowa z XVIII w. z późniejszą częścią dolną. Chrzcielnica późnogotycka. Płyta nagrobna Alberta Gaszyńskiego i jego żony Katarzyny z herbami: Poraj, Berszten i nieczytelnymi oraz datą: 155.

## Zabytki
Według rejestru zabytków Narodowego Instytutu Dziedzictwa na listę zabytków wpisany jest obiekt:
- kościół parafialny pw. św. Mikołaja, koniec XIV w., XVIII w., XIX w., nr rej.: 975 z 30.12.1967